# مروان بدر الدين
مروان شريف بدر الدين، لاعب كرة قدم قطري يلعب حالياً في النادي الأهلي .

## مسيرة اللاعب
لعب في النادي الأهلي ونادي الريان ونادي الشحانية ونادي الشمال.

## روابط خارجية
- مروان بدر الدين على موقع قاعدة بيانات كرة القدم.إي يو (الإنجليزية)
- مروان بدر الدين على موقع Soccerway.com (الإنجليزية)